# Ujong Muloh
Ujong Muloh is een bestuurslaag in het regentschap Aceh Jaya van de provincie Atjeh, Indonesië. Ujong Muloh telt 431 inwoners (volkstelling 2010).